# 逢瀬公園・緑化センター
逢瀬公園・緑化センター（おうせこうえん・りょっかセンター）は、福島県郡山市にある公園および緑化センターである。逢瀬公園と福島県総合緑化センターが併設されており、標高280m - 350m、東西約900m、南北約600m、面積は全体で32.5haの広さがある。公益財団法人 福島県都市公園・緑化協会が管理。

## 概要
逢瀬公園は面積17.3ha。都市緑化のモデル基地として1979年に開園。
福島県総合緑化センターは面積15.2ha。福島県の緑化推進の拠点として、逢瀬公園の隣接地に1981年に開園し、逢瀬公園と一体的に整備されている。

## 施設

### 逢瀬公園

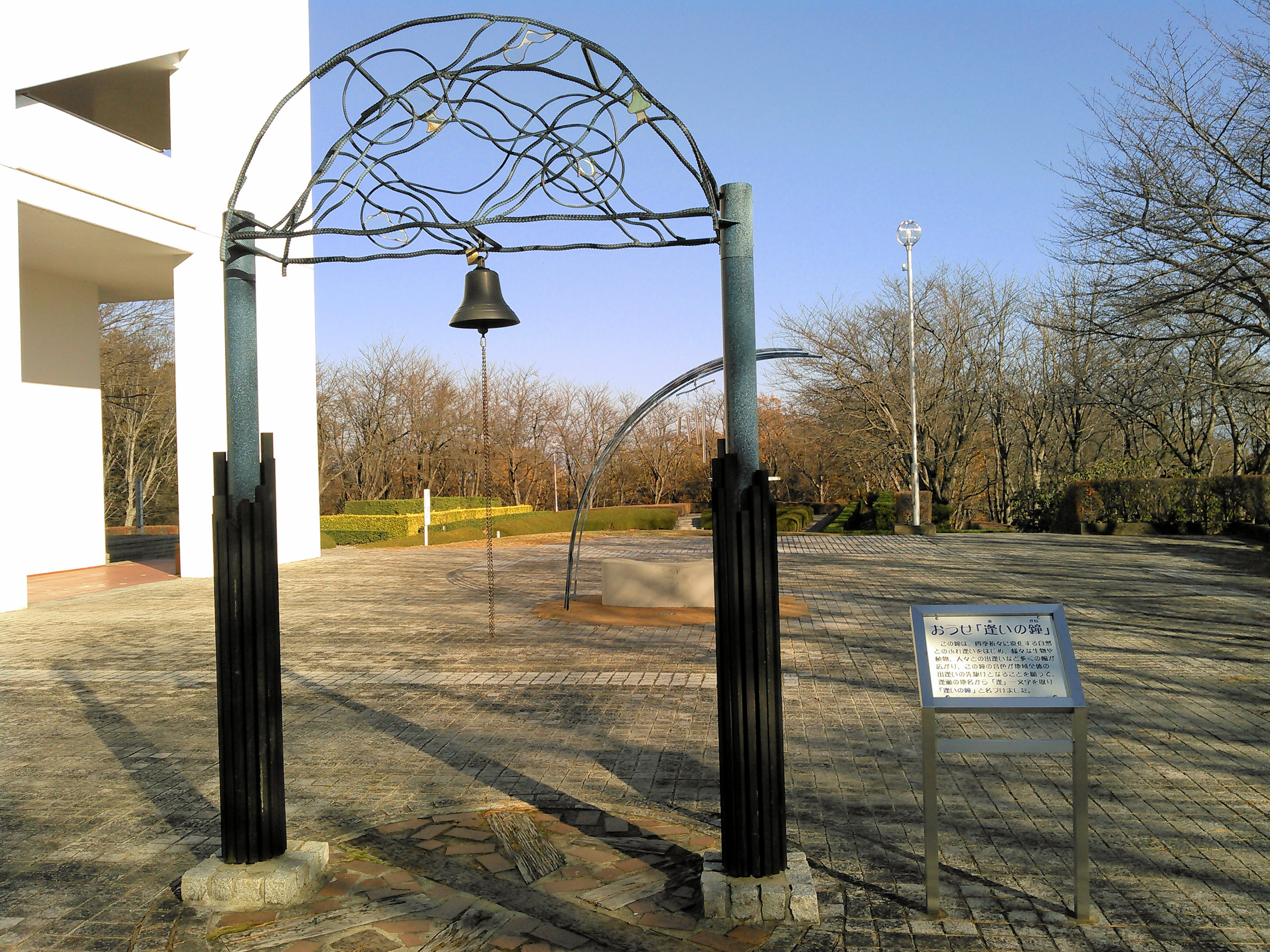
逢いの鐘

- 中央広場（展望台とカスケード）
- 中央広場（おうせ逢いの鐘と出逢いのベンチ）
- さくらの広場
- わんぱく広場
- 花暦園、樹木見本園
- 水芭蕉園

### 福島県総合緑化センター
- ウォーキングコース
  - 3kmと5kmのコースがある。
- 公園の駅おうせ茶屋

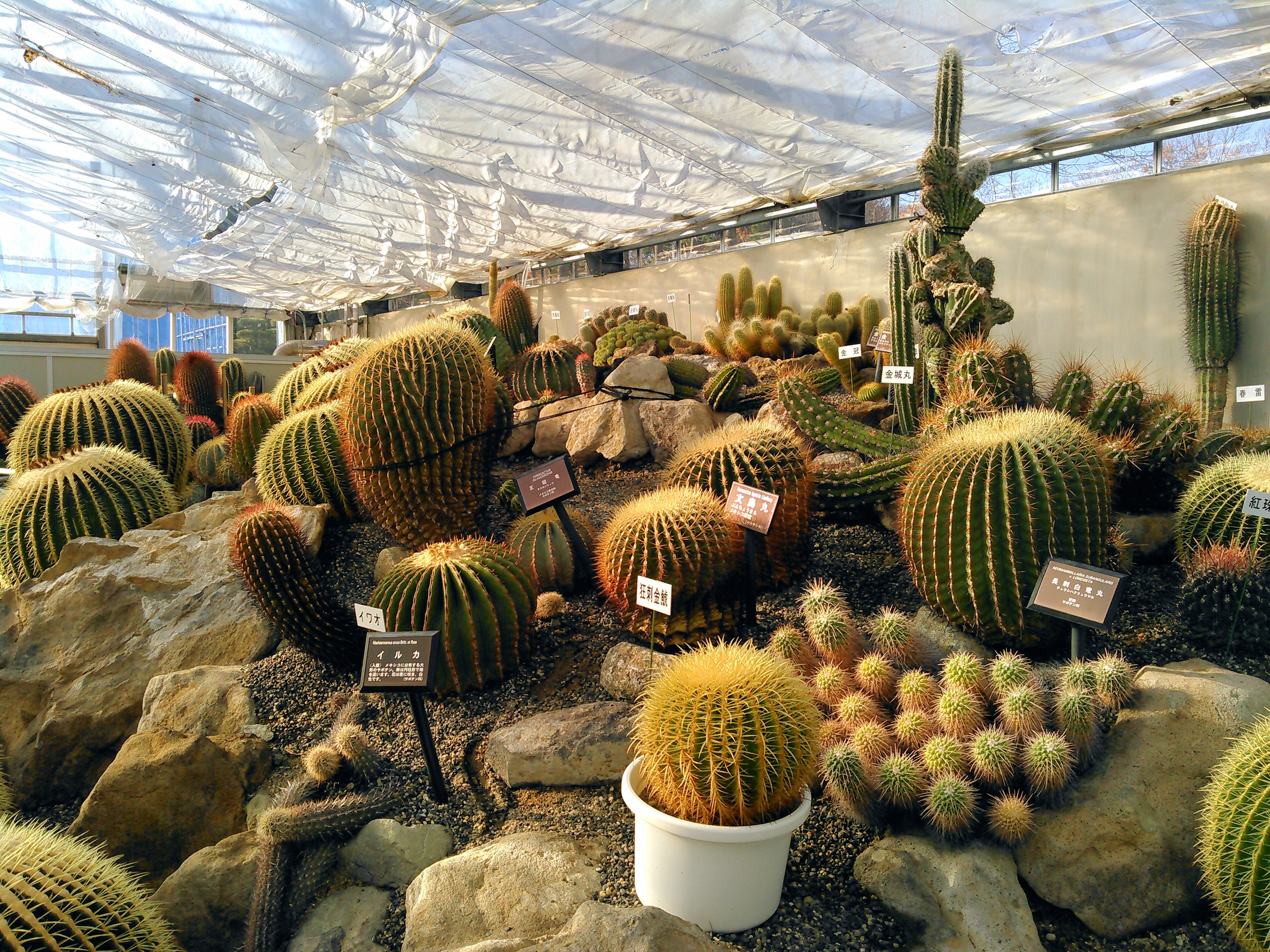
温室内のサボテン

  - 軽食類の他、郡山市逢瀬町地域の家庭料理のキャベツ餅が提供される
- 庭園見本園
- 花木園湿性植物園
- ケヤキ林
- 芝生広場
- 薬草園
- 雲を見る丘
- 教材樹木園
- シャクナゲ園
- ロックガーデン
- 緑陰集会場
- 杉展示林
- 本館（公園事務所）
- 無料休憩所 休憩室 "木かげ"
- この木何の木ラリーコース
- 日本庭園
- 水琴窟
- サボテン温室
- オオムラサキ観察舎
- 甲虫観察舎
- 公園の野菜畑
- 園芸福祉活動の場

## 所在地
- 福島県郡山市逢瀬町河内字東長倉1-3

## その他
- 開園時間
  - 午前9:00 - 午後5:00
- 入園料・駐車料
  - 無料
- 休園日
  - 年末年始（12月28日 - 1月4日）